# Бад-Аусзее
Бад-Аусзее (нім. Bad Aussee) — курортне місто в Австрії у федеральній землі Штирія, розташоване в місці злиття трьох витоків річки Траун. Бад-Аусзее є економічним і культурним центром Штирії, а також вважається географічним центром Австрії.

## Клімат
Місто знаходиться у зоні, котра характеризується морським кліматом. Найтепліший місяць — липень із середньою температурою 16.7 °C (62.1 °F). Найхолодніший місяць — січень, із середньою температурою -2.5 °С (27.5 °F).
| Клімат Бад-Аусзее       | Клімат Бад-Аусзее | Клімат Бад-Аусзее | Клімат Бад-Аусзее | Клімат Бад-Аусзее | Клімат Бад-Аусзее | Клімат Бад-Аусзее | Клімат Бад-Аусзее | Клімат Бад-Аусзее | Клімат Бад-Аусзее | Клімат Бад-Аусзее | Клімат Бад-Аусзее | Клімат Бад-Аусзее | Клімат Бад-Аусзее |
| Показник                | Січ.              | Лют.              | Бер.              | Квіт.             | Трав.             | Черв.             | Лип.              | Серп.             | Вер.              | Жовт.             | Лист.             | Груд.             | Рік               |
| Абсолютний максимум, °C | 14,7              | 17,3              | 24                | 27,4              | 31                | 34,2              | 37,2              | 36                | 31,6              | 25,5              | 24,5              | 17,1              | 37,2              |
| Середній максимум, °C   | 2                 | 4,7               | 9,1               | 13,1              | 18,9              | 21,2              | 23,4              | 23,5              | 19,5              | 14,6              | 6,7               | 2,4               | 13,3              |
| Середня температура, °C | −2,5              | −1                | 2,8               | 6,6               | 12,2              | 14,8              | 16,7              | 16,5              | 12,6              | 8                 | 2                 | −1,5              | 7,3               |
| Середній мінімум, °C    | −5,7              | −4,7              | −1,3              | 1,8               | 6,5               | 9,5               | 11,4              | 11,4              | 8,1               | 3,9               | −1,1              | −4,4              | 3                 |
| Абсолютний мінімум, °C  | −24,8             | −20,2             | −21,1             | −9                | −4,8              | 0,9               | 3,8               | 3                 | −1,4              | −7,6              | −18               | −23,9             | −24,8             |
| Норма опадів, мм        | 110.9             | 81.8              | 112.1             | 95.8              | 121.1             | 180.5             | 211.7             | 167.2             | 129.4             | 88.6              | 109.5             | 123.7             | 1532.3            |
| Днів з опадами          | 7,8               | 5,1               | 6,4               | 7,1               | 5,2               | 8,3               | 11,4              | 9,7               | 7,8               | 9,5               | 8,2               | 12,8              | 99,3              |
| ----------------------- | ----------------- | ----------------- | ----------------- | ----------------- | ----------------- | ----------------- | ----------------- | ----------------- | ----------------- | ----------------- | ----------------- | ----------------- | ----------------- |
| Джерело: Weatherbase    |                   |                   |                   |                   |                   |                   |                   |                   |                   |                   |                   |                   |                   |

## Історія
Місто почало процвітати в середні століття, коли тут почався видобуток солі. Основний період підйому міста припадає на першу половину 19 століття, коли ерцгерцог Йоганн, який був онуком Марії-Терезії, одружився з дочкою місцевого листоноші Анною Плохль в 1827 році. З тих пір ерцгерцог всіляко допомагав місту, надаючи не тільки економічний, але і культурний вплив на його розвиток. Жителі міста були дуже вдячні Йогану, тому в центрі парку Бад Аусзее був поставлений пам'ятник улюбленому ерцгерцогу.
У 1983 році недалеко від Бад-Аусзее було знайдено золото із злитків Рейхсбанку (як виявилося, у кінці війни Борман намагався зберегти золото Третього рейху в різних схованках) у вигляді золотого даху на будиночку.

## Туризм
Сьогодні в місті основна увага приділяється туризму. У Бад Аусзее є прекрасний краєзнавчий музей, який розташований в старовинній будівлі 14 століття на центральній міській площі. Музей розповідає історію видобутку солі, про місцеві традиції та звичаї. У місті знаходиться спа-центр, який пропонує унікальні терапевтичні лікувальні ванни. В околицях міста розташовані два гірськолижних курорти, один з яких може похвалитися прекрасним видом на льодовик Дахштайн.
Один з найяскравіших щорічних заходів в місті відбувається на переддень Великого Посту, коли учасники вбираються в костюми з блискітками і йдуть парадом по місту, щоб оголосити про прихід весни. Інше цікаве свято — Фестиваль нарцисів. Щовесни, в останні вихідні травня, учасники будують масивні квіткові скульптури з блідо-жовтих кольорів і виставляють їх по всьому місту.

## Пам'ятки
Вузькі вулички маленького міського центру в'ються навколо крихітного центрального парку Курпарк, галявини якого мальовничо височіють над місцем злиття річок Альтаусзер-Траун і Грундльзер-Траун. Статуя в середині парку поставлена в честь «популяризатора» міста — ерцгерцога Йогана, а в модернізованому Курхаус в північному кінці зеленої зони розмістилося головне кафе і популярний концертний зал, де регулярно виступають кращі народні колективи.
На Хлюмецкіплятц можна виявити непоганий історичний музей Камерхоф, що займає готичну будівлю колишнього офісу місцевої соледобувної компанії. На площі Меранплятц височить церква Шпіталькірхе з розкішними інтер'єрами, а трохи далі на схід по Кірхнгассе знаходиться середньовічна міська церква Святого Павла.

## Персоналії
- Клаус Марія Брандауер (* 1943) — австрійський актор театру та кіно.